# Fine du Jura
La fine du Jura est une eau-de-vie AOC distillée à partir du vin de vignoble du Jura.